# 2023-24년 UEFA 여자 네이션스리그
2023-24년 UEFA 여자 네이션스리그(2023–24 UEFA Women's Nations League)는 2023년부터 2024년까지 실시된 UEFA 여자 네이션스리그의 첫 대회다.

## 참가국
유럽 축구 연맹(UEFA) 회원국들 중 당시 여자 대표팀이 없던 리히텐슈타인, 산마리노, 지브롤터와 우크라이나 침공으로 실격된 러시아를 제외한 51개국의 여자 축구 국가대표팀이 참가했으며, UEFA 계수에 따라 리그 A와 리그 B에는 각각 16개팀, 리그 C에는 나머지 19개팀이 배정되었다.

## 진행
본 대회에서 결정된 리그 디비전의 변동은 2025년 UEFA 여자 네이션스리그가 아닌, UEFA 여자 유로 2025 예선에 반영된다.

### 순위 결정 방식
2023-24년 UEFA 네이션스리그 조별 리그의 순위는 승점에 기반하여 이루어지며, 2개 이상의 팀이 승점이 같다면 다음 순서에 따른다.
1. 같은 승점인 팀과의 상대 승점
2. 같은 승점인 팀과의 상대 골득실차
3. 같은 승점인 팀과의 상대 다득점
  - 같은 승점인 팀 간의 승점, 골득실, 다득점에 대하여 여기까지 반복하고, 이후에도 순위가 같다면 다음 순서에 따른다.
4. 모든 조별 리그 경기에 대하여:
  1. 골득실차
  2. 다득점
  3. 원정 다득점
  4. 페어 플레이 점수
5. UEFA 계수